# Burhinus oedicnemus
El alcaraván común (Burhinus oedicnemus) es una especie de ave caradriforme de la familia Burhinidae propia de Eurasia y África. Es un ave zancuda migratoria con plumaje de tonos pardos y unos 40 cm de longitud, que habita en estepas y herbazales secos alejados del agua. 

## Descripción

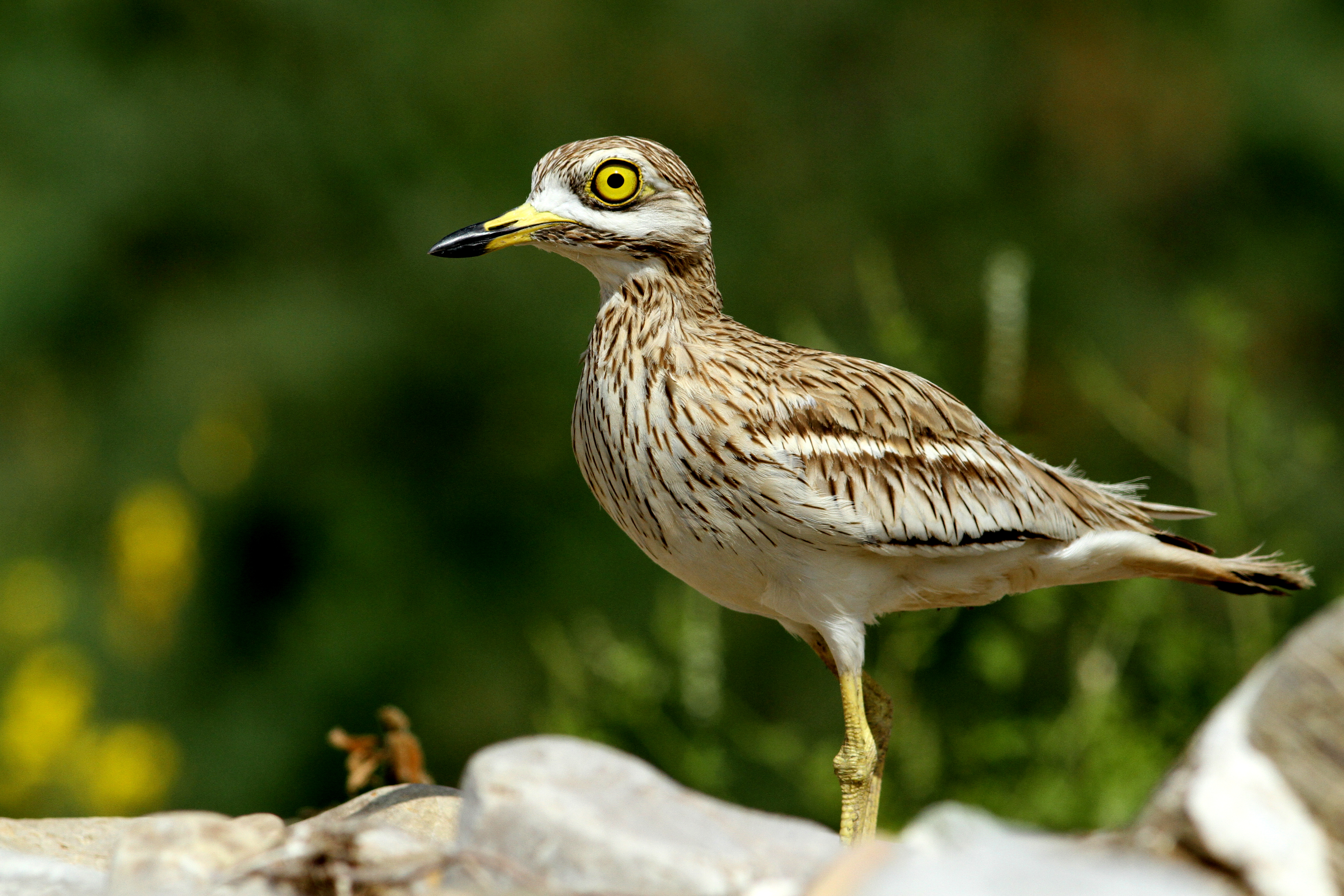
El alcaraván se caracteriza por sus grandes ojos amarillos.

El alcaraván es un caradriforme bastante grande, aunque de tamaño medio dentro de la familia Burhinidae. Tiene una longitud corporal de entre 38 y 46 cm, con una envergadura alar de 76-88 cm, y suele pesar entre 290 y 535 g. Su plumaje es críptico, principalmente pardo claro con veteado oscuro en las partes superiores, aunque sus plumas de vuelo son negras con algunas manchas blancas. En cambio, su partes inferiores son blancas, con veteado oscuro en el pecho. Presenta listas superciliares y bigoteras blancas. Además presenta dos listas blancas longitudinales en coberteras de las alas enmarcadas por dos listas negras. Tiene unos grandes ojos con iris de color amarillo intenso. Su pico es amarillo con la punta negra, y también sus patas son amarillas.

## Taxonomía

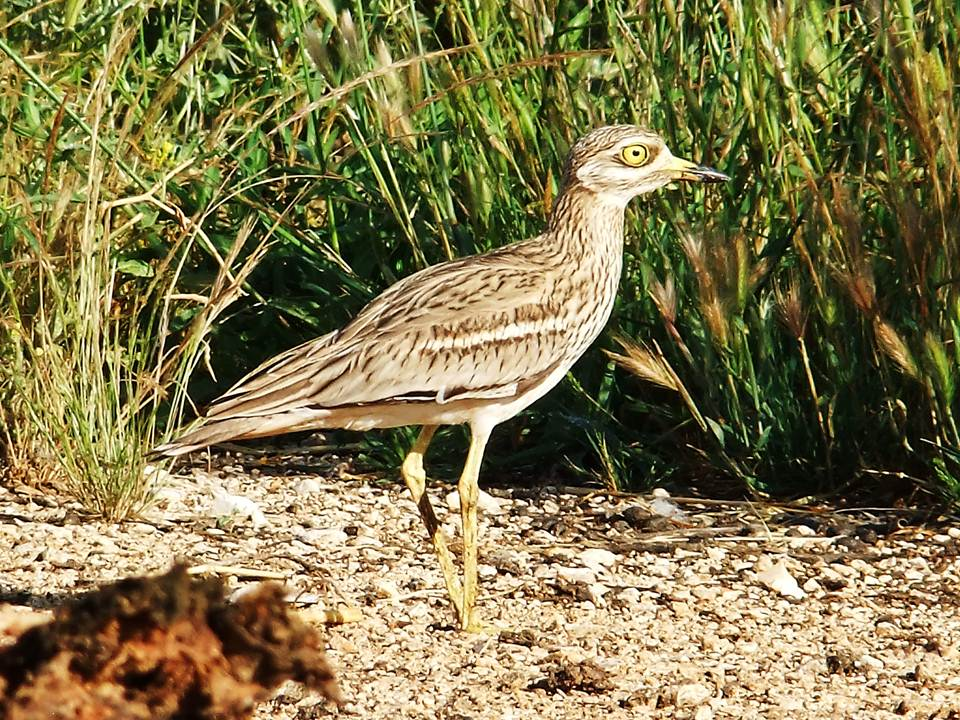
Burhinus oedicnemus saharae.

El alcaraván común se clasifica en el género Burhinus, el más numeroso de la familia de los alcaravanes, Burhinidae. A su vez la familia Burhinidae se clasifica entre los Charadriiformes, un gran orden de aves en su mayoría acuáticas, que se divide en seis subórdenes: Chionidi (alcaravanes, picovainas y chorlito de Magallanes), Charadrii (chorlitos, avefrías, ostreros, avocetas y afines), Turnicidae (torillos), Lari (gaviotas, charranes, alcas, canasteras, págalos, picos tijera y afines) y Limicoli (correlimos, andarríos, jacanas, agachonas, aguateros y afines). Los alcaravanes a diferencia del resto de caradriformes por lo general habitan en estepas y herbazales alejados del agua. 
El alcaraván común fue descrito científicamente por Carlos Linneo en 1758 en la décima edición de su obra Systema naturae, con nombre científico de Charadrius oedicnemus. Posteriormente fue trasladado al género Burhinus, creado por el biólogo alemán Johann Karl Wilhelm Illiger en 1811. El nombre del género, Burhinus, procede de la combinación de los términos griegos bous, que significa «buey», y rhis «nariz». El nombre de la especie, oedicnemus procede de la combinación de los términos oidio «hinchado» y kneme «canilla, espinilla», en referencia a las prominentes articulaciones tibiotarsales de la especie.
Se reconocen cinco subespecies de alcaraván común:
- Burhinus oedicnemus oedicnemus (Linnaeus, 1758) — se extiende por Europa, desde la península ibérica y Francia hasta los Balcanes y el Caucaso;
- Burhinus oedicnemus distinctus (Bannerman, 1914) — ocupa las islas Canarias centrales y occidentales;[9]
- Burhinus oedicnemus insularum (Sassi, 1908) — ocupa las islas Canarias orientales;[9]
- Burhinus oedicnemus saharae (Reichenow, 1894) — presente en el norte de África, las islas del Mediterráneo, Grecia y Oriente medio;
- Burhinus oedicnemus harterti Vaurie, 1963 — se extiende Asia occidental, desde el río Volga hasta Turquestán, Pakistán y el noroeste de la India.

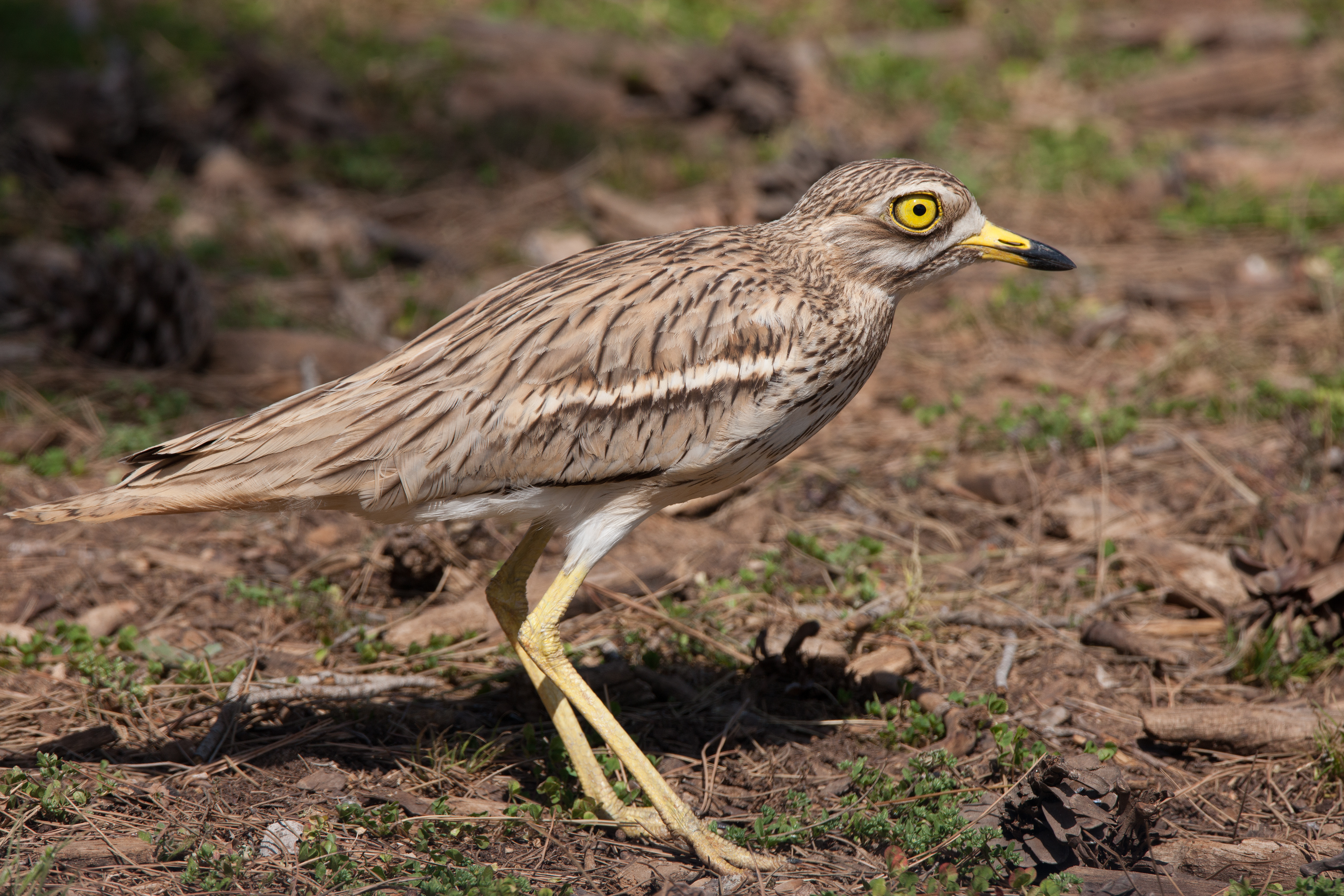
Alcaraván en Israel.

## Distribución
El alcaraván común se distribuye por el sur de Europa, norte de África y sudoeste de Asia. Gran parte de sus poblaciones son migratorias. Las invernadas las pasa en las latitudes más meridionales de su área de distribución, en el norte de África y Oriente Medio.

## Comportamiento
Es un ave de costumbres solitarias, crepusculares y nocturnas que vive en praderas áridas y estepas. Se alimenta de insectos y otros invertebrados, y ocasionalmente también de pequeños reptiles, a los que acecha y caza en veloz carrera. Tampoco desdeña pequeños mamíferos como los ratones. También come huevos y pollos de otras aves. 
Es un ave desconfiada, tendente a esconderse, ocultándose fácilmente por su mimético plumaje pardo agachada en el suelo de los terrenos descubiertos, pedregosos o arenosos, donde habita. Canta de noche con gritos aislados, sobre todo en la época de paso.

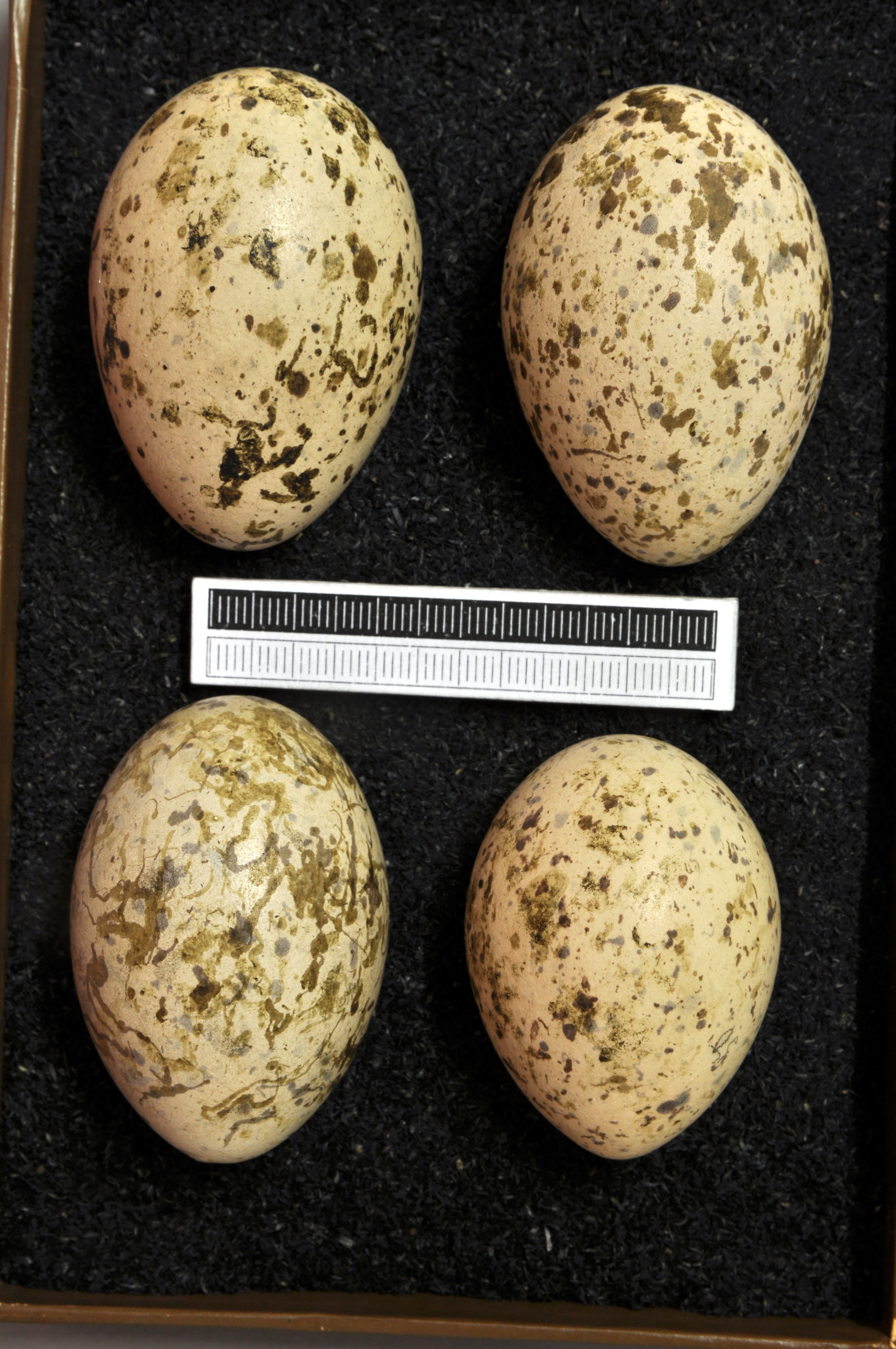
Huevos de alcaraván de la colección del Museo de Wiesbaden.

### Reproducción
Nidifica en abril, en un hoyo excavado en el  terreno. Pone tres o cuatro huevos bastante alargados, del tamaño del huevo de gallina, color arcilla, amarillo a moreno, jaspeado o con motas castañas, azuladas o pardas. La incubación dura 26 días y al poco de la eclosión, los pollos siguen a sus progenitores sin regresar al nido. En caso de peligro, la prole se agazapa y los padres protegen a las crías.